# Cryptolaria flabellum
Cryptolaria flabellum är en nässeldjursart som först beskrevs av George James Allman 1888.  Cryptolaria flabellum ingår i släktet Cryptolaria och familjen Lafoeidae. Inga underarter finns listade i Catalogue of Life.